# 프로이센의 개혁
프로이센의 개혁(독일어: Preußische Reformen) 또는 슈타인-하르덴베르크 개혁(독일어: Stein-Hardenbergische Reformen)은 나폴레옹 전쟁에서 패하고 틸지트 조약을 맺어 프랑스와 굴욕적인 평화 관계를 맺게 된 후, 나폴레옹에게 완전히 굴복한 프로이센이 그 후 유례없는 내용으로 시도한 개혁이었다. 지식인들에 의해 주도된 이 개혁은 그 후 19세기에 정착된 프로이센이라는 국가의 틀을 잡게 된다.

## 배경
나폴레옹 보나파르트의 독일 정복은 1807년 7월 틸지트 조약으로 일단락 된다. 그러나 전 독일의 땅에서 나폴레옹이 침략자 대접을 받은 것은 아니었다. 지역마다 나폴레옹은 프랑스의 안보와 국익에 따라 다르게 처신했고 각 지역마다 독일인들은 나폴레옹을 다르게 받아들인다. 나폴레옹에 대한 독일인들의 관점을 특정한 유형으로 구분하자면 아래와 같은 세 가지로 구분할 수 있다.
1. 해방자 : 이는 라인강 좌안지역으로 소위 "라인 동맹"지역이다. 여기에서 나폴레옹은 혁명파와 같이 반동체제를 뒤엎고 부르죠와 민주주의 개혁을 단행하게 된다.
2. 보호자 : 이는 바이에른으로 대표되는 서남 독일 지역으로 라인 강 좌안지역과 달리 부르죠와 세력을 억압하고 나폴레옹을 보호자로 영방 군주들이 그대로 정권을 장악했다.
3. 억압자 내지는 침략자 :  이는 프로이센이다. 프로이센은 간신히 독립국의 지위를 유지했지만, 사실상 나폴레옹의 속국으로 철저한 수탈과 내정간섭을 받게 되었다. 그래서 이 지역에서는 반나폴레옹의 민족주의가 싹을 트게 된다.

위로부터 개혁이라는 특징을 지닌 프로이센의 개혁은 이로한 역사적 상황에 기인한다. "틸지트 굴욕"은 프로이센을 2등국으로 전락시켰고, 특히 전쟁배상금은 국가의 재정을 바닥나게 했으며, 엘베강 서쪽의 공업지대를 상실함으로써 심한 경제난에 직면한다. 또한 틸지트 조약 체결 후 베를린에 와있던 나폴레옹이 영국을 고립시키기 위해 발표한 대륙봉쇄령으로 영국과 무역도 단절된 상황이었다. 이러한 상황에서 프로이센은 국력 회복과 나폴레옹 타도를 위해서 내부에서 개혁부터 시작한 것이다.

## 개요

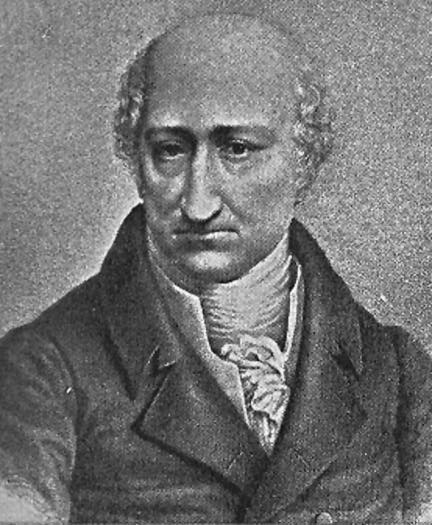
하인리히 프리드리히 슈타인

나폴레옹은 틸지트화의 직전 반프랑스파인 카를 아우구스트 폰 하르덴베르크를 퇴진시켰고, 그의 뒤를 이은 하인리히 프리드리히 슈타인(Heinrich Friedrich Karl Reichsfreiherr vom und zum Stein)이 개혁을 주도한다. 그러나 슈타인의 개혁은 1년을 못넘기고 다시 그 임무는 하르텐베르크에게 넘어갔다.
이들이 주도한 프로이센의 개혁정 책은 다섯 개 분야에서 이루어졌다. 군제 개혁, 정치 개혁, 농업 개혁, 재정 개혁, 대학 개혁으로 나누어 진행되었다. 프로이센 개혁을 한 마디로 규정짓는다면 실패한 근대화 운동이라고 할 수 있다.
프로이센 개혁에 대한 평가는 제2차 세계 대전을 기점으로 다르다. 전쟁 전 프로이센 학파는 개혁 이후 독일의 발전을 독일의 특유하고 독자적인 발전이라고 주장한다. 영국과 프랑스처럼 무기력하고 무질서한 발전이 아니라 독일 특유의 것이라는 주장이다. 그러나 전쟁후의 역사가들은 프로이센의 개혁을 비판적으로 검토한다. 나치를 겪은 그들은 프로이센 학파가 찬양한 독일 특유의 발전의 길, 이른바‘존더백(Sonderweg)’을 비판하면서 그러한 존더백을 가능하게 한 독일 자유주의 운동을 비판하는 것이다.
슈타인, 하르덴베르크, 그나이제나우, 빌헬름 폰 훔볼트 등의 일련의 개혁가들이 추진한 개혁은 분명 자유주의 이념에 충실한 근대국가 수립을 목표로 하고 있었다. 그러나 그들의 위로부터의 개혁은 강력한 기득권 층의 반발로 한계를 가질 수밖에 없었고, 1815년 빈 체제 수립 이후 국제적인 반동 분위기 역시 개혁의 뒷덜미를 잡고 있었다. 결국 프로이센이 야심적으로 추진한 개혁은 기존의 사회체제를 바꾸어 근대국가를 수립한다는 목표와는 달리 구체제를 더욱 강화시키는 결과를 초래하였다.

## 군사개혁
군제개혁은 나폴레옹군에 대한 해방전쟁을 위한 국민총력전(그러나 당시에는 총력전의 개념이 없었다. 총력전의 개념은 제2차 세계 대전때 확립된다)의 요청에서 이루어졌다. 이 개혁으로 프로이센군은 장래 막강 독일군의 초석이 된다.
프로이센 상비군은 1693년에 농민을 강제 징집하여 편성했다. 그러나, 농민들은 징병을 갖가지 방법으로 회피하려 했고, 징병에 의한 농촌 인구의 감소는 중상주의 정책과 식민지 개척에 지장을 주었다. 그리하여 점차 외국인 용병으로 상비군을 충원하게 되었다.
그러나, 이 용병 상비군은 많은 심각한 문제를 안고 있었다. 우선 돈이 많이 들었다. 봉급 외에도 갖가지 복지시설을 갖추고 유지하는 데 많은 비용이 들어갔다. 복지시설이 제대로 갖춰저 있지 않으면 용병들은 다른 나라의 군대를 찾아갔다. 또한 전투시에도 불같은 애국심과 사기가 갖추어지지 않은 단지 돈이 목적이었으므로 탈영병이 많은 것도 커다란 걱정거리였다. 결국 용병보다 내국인이 더 질적으로 우수하며, 징모 비용이 싸다는 것과 내국인 징모가 중상주의와 모순된다는 요청은 새로운 군사제도를 요청하게 되었다.
프리드리히 빌헬름 1세는 1733년에 연대구제를 창설하였다. 일종의 군관구 제도이다. 이 제도는 5천세대를 연대로 하여 각 지방별로 병사를 징집·훈련시키는 제도였다. 이 제도의 특징은 중상주의 정책에 필요한 자들은 병역을 면제받으며 예농의 자제들과 용병을 결합하고 빈곤한 귀족의 자제를 장교로 임명하여 신분제적 계서 관계가 수립되었다는 것이다.
또한 귀족 장교단의 편성은 사회 계층과 대립적이던 융커를 결합시켜 국왕과 융커층의 대립을 해소하였다는 것이다. 이러한 장교단의 편성은 하나의 특수한 계서제를 이루었으며 제2차 세계 대전까지 지속된다. 그러나 이 제도하에서 예농의 부담은 심각해졌다. 또한 돈줄인 시민 계급들은 왕조 전쟁의 참여자가 아니라 그저 복종하고 돈만 내는 존재에 불과하였다. 이러한 상황속에서 부르죠와와 농민들의 자발적인 애국심을 고취하기는 어려웠다. 구프로이센 군사 체제의 또 하나의 병폐는 비인륜적인 군기였다. 비인도적인 구타·처벌·몰매는 상관의 기분에 따라서 행해졌다. 훈련 또한 매우 혹독했다. 프로이센 병영은 완전히 형무소였다.

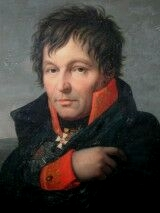
게르하르트 폰 샤른호르스트

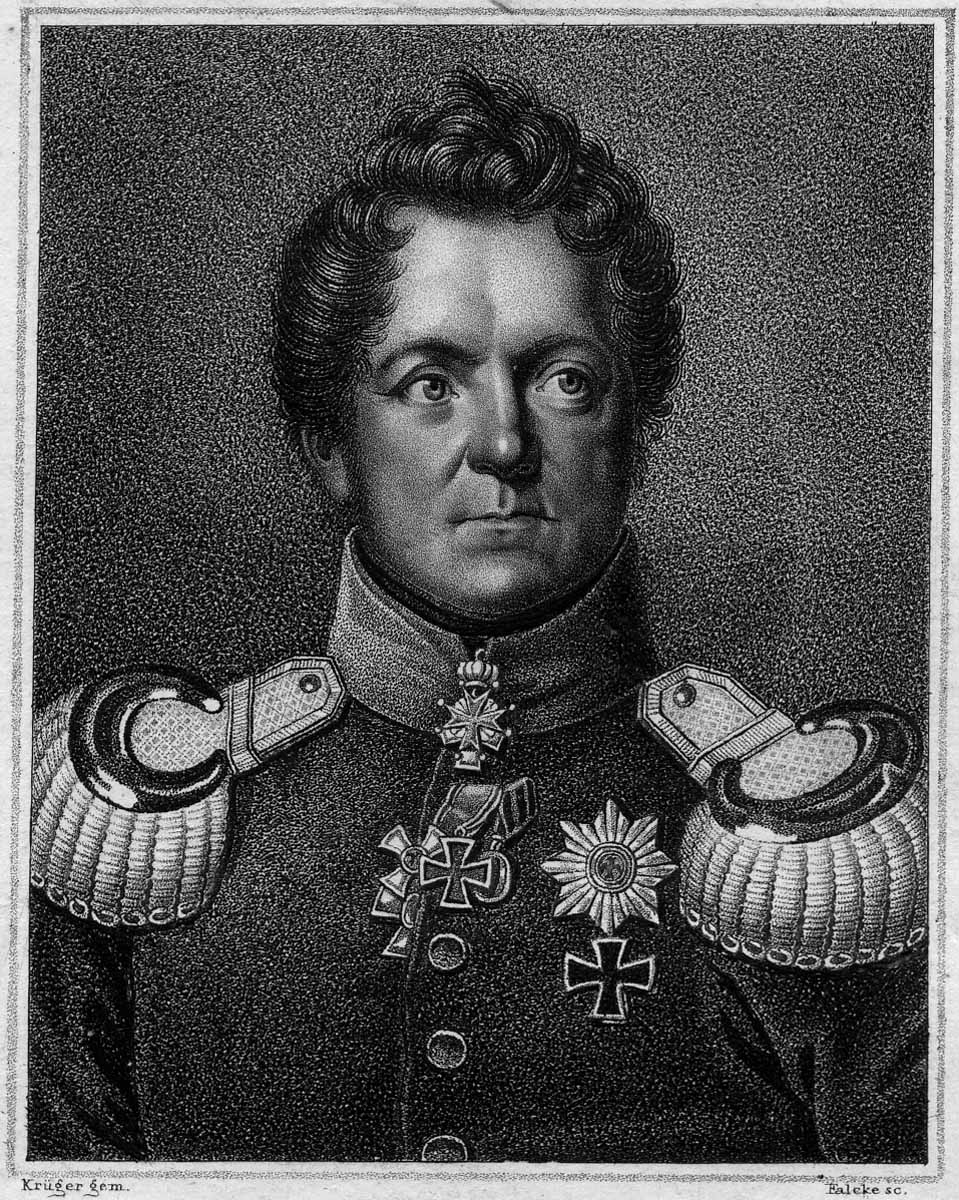
아우구스트 폰 그나이제나우

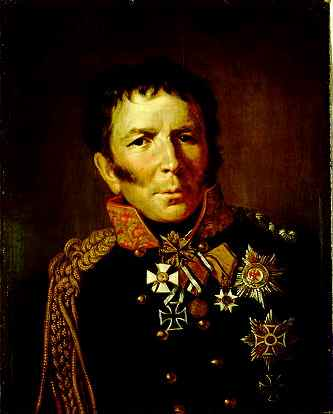
헤르만 폰 뵈엔

이러한 모든 문제가 결국 예나 패전의 원인이 되었던 것이다.
군제개혁은 슈타인을 추종하는 게르하르트 폰 샤른호르스트(Gerhard von Scharnhorst), 아우구스트 폰 그나이제나우(August Neidhardt von Gneisenau), 헤르만 폰 뵈엔(Herman von Boyen), 카를 글로만(Karl Grolmann)등이 중심이 되어 추진되었다. 글로만을 제외하면 모두 귀족이다.
군제 개혁의 주요목표는 국민군의 창설이었다. 병사들이 애국심이 없는 한 전쟁에 승리할 수는 없으며 예농으로, 정치적 권리가 없이 복종만을 강요당하는 시민계급에게 애국심을 바랄 수 없다는 것이 슈타인의 지적이었다.
슈타인 의 기본구상은 ‘국가와 개인의 힘의 결합’이다. 이 이념에 따라 1808년  그나이제나우가 개혁안을 발표하였으며 1810년 샤른호르스트도 개혁안을 발표한다. 두 사람의 개혁안의 핵심은 ‘시민의 정치참여’, ‘군대의 시민화(Verburgerlichung des Heeres)’이다. 시민의 자발적인 애국심은 고취하자는 것이다. 개혁파의 군제개혁은 정규군과 예비군으로 나누어 전국민을 무장화하자는 것이었다(『북독일일반무장을 위한 각서』·『국민의 징집을 위한 준비기구조직령』).
그러나, 국왕은 이러한 국민군 창설에 냉담했다. 기존의 상비군의 권위를 국민군이 위협할지도 모른다는 생각에서였다. 특히 파리조약에서 상비군을 4만 2천명으로 제한당하자 반대파들은 개혁안에 적극적으로 반대하기 시작했다. 그러나, 개혁파들의 요구를 완전히 잠재울 수가 없었다. 결국 다음과 같은 일련의 제도를 프로이센은 실시하게 된다.
- 1807년 - <예비군 설치 법안>
- 1808년 - <주군설치법안>
- 1813년 2월 9일 -  <군복무 면제 폐기에 관한 조항> : "24세까지 장정에 병역의무"
- 1813년 3월 7일 - <향토방위조직을 위한 칙령> : "40세까지 향토 방위 의무 부과"
- 1814년 9월 3일 - <방위법.  20세 이상 장정에 일반 복무 의무

이들 제도의 특성은 예속적 의식이 아닌 자발적 향토방위속에 전국민의 무장화가 실현되었다는 점이다.
그 다음 개혁의 대상은 비인도적 군기의 민주화였다. 이 개혁은 다분히 정치적·사회적인 것이었다. 물론 인도적 차원의 개혁이기는했으나 무엇보다 감옥같은 병영 생활과 시민계급 간의 거리감을 좁혀 시민계급들이 군대에 자발적으로 참여할 수 있도록 하는 데 있었다. 1808년 8월 3일 군형법으로 그간 프로이센 군대의 고질적인 병폐인 몰매는 사라졌다.
이러한 개혁을 통하여 프로이센은 병영생활과 군사제도를 합리화·민주화하는 데 성공하였으며 군사강국 프로이센이 되는 데 밑거름이 되었으며 나폴레옹으로부터 해방에 결정적인 역할을 하였다. 그리고 이 개혁기간 동안에 그 유명한 참모본부(프로이센 육군참모본부)가 설치되었다. 이 참모본부는 제2차 세계 대전때까지 그 용명을 날렸으며 오늘날 각국의 참모 제도의 근간이 되기도 하였다.

## 정치,행정 개혁

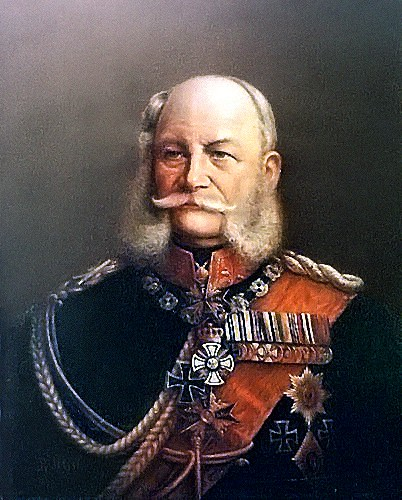
프리드리히 빌헬름 1세

정 치 행정분야 개혁은 슈타인의 개혁사업중 가장 핵심적인 것으로 그 구체적 복안은 1806년 4월의 행정개혁 각서와 네서우 각서에 나타난다. 그럼 프로이센의 구제도는 어떠한 병폐를 가지고 있었길래 슈타인이 가장 핵심사업으로 손을 댔으며 그 과정과 결과는 어떠한지 알아보자.
프로이센의 가신적 간료체제는 프리드리히 빌헬름 1세(Fredriech Wilhelm I)에 의해 이루어졌다. 프리드리히 빌헬름1세가 관료 체제를 확립한 이유는 상비군 유지를 위한 재정 수입의 극대화에 있었다. 프로이센의 재정은 군사비가 2/3에 달하는 비정상적인 것이었다. 이는 유럽의 3등국가였던 프로이센이 대규모 상비군으로 이를 상쇄하려고 했기 때문이다.
프로이센의 관료제는 국왕에게 철저히 집중되어 있었다. 국왕은 실수하지 않는다 - 훗날 아돌프 히틀러의 '지도자 원리'와 유사한 - 는 원칙 아래 대신들이 올리는 모든 서류를 국왕이 직접 결재하였으며 중간에서 관방비서들이 행정 조작을 자행하였다. 그 결과 프로이센 행정은 책임소재가 불분명해졌으며 실제론 아무 실권이 없는 대신들이 모든 책임을 뒤집어쓰는 반면, 실제 권력자인 관방비서들은 아무리 실정을 범해도 책임을 묻지 않는 상황이 벌어지게 되었다.
국왕은 국왕대로 관료들을 의심했다. 어느 한 부분이라도 보고하지 않는 부분이 있지 않나하고 의심하게 된 것이다. 역대의 프로이센 국왕들은 비밀경찰을 동원하여 끊임없이 관료들을 감시하였으며 반정부적인 발언은 일체 금지되었다. 약간의 비판도 허용하지 않았다. 관료들은 끊임없이 스판다우 형무소를 의식하지 않을 수 없었고 직무상의 창조성과 독창성을 잃은 채 기계적 집무태도(Dienst-Mechanosmus)를 보였다.
이러한 행정체제를 슈타인은 개혁코자 했던 것이다. 슈타인은 국왕은 실수하지 않는다는 원칙아래 관방비서들이 실권을 장악하였음에도 불구하고 아무런 책임을 묻지 않고 실권없는 대신들이 그 책임을 전가함에 따라 프로이센 관료제는 나태한 집무태도, 실권을 쥔 비서에 대한 아첨 등 병페가 나타났다고 비판하였다. 그 대안으로 슈타인은 책임소재가 분명한 대신들의 추밀원제의 부활을 주장하였다. 그의 시도는 관방비서들의 불법적인 행정 개입을 배제하고 합리적인 대신 기능을 부활하여 프로이센 행정체제를 근대적 관료제로 개편하려는 것이었다.
슈타인은 지방행정체제에도 개혁의 마수를 뻗었다. 슈타인의 지방행정 개혁의 핵심은 지방자치제의 수립이다. 지방 인민이 직접 정치에 참여하여 인민의 애국심과 공공정신의 발로를 기대한 것이다. 슈타인의 중앙행정개혁은 중앙집권이다. 그런데, 그의 지방행정 개혁안은 지방자치가 핵심이었다. 얼핏보면 모순되는 것처럼 보일 것이다. 양자는 어떤 관련을 가지고 있는 것일까. 양자의 관련 설명을 위해선 먼저 중앙행정개혁의 성격이 규명되어야 할 것이다.
슈타인의 개혁을 흔히 “국왕 절대주의에서 관료절대주의로 전환”이라고 평가된다. 그러나 단순히 그런 것만은 아니다. 슈타인의 개혁은 관료제를 근간으로 절대왕정체제의 구조전환을 시도하려 했다는 것이 더 타당한 평가이다. 즉, 슈타인의 행정개혁은 가산제적 관료제에서 근대적 관료제의 이행이라고 규정지을 수 있으며 그것은 자유주의 이념의 소산이었다. 이 점은 그의 지방개혁에서도 드러난다. 절대주의의 질곡에 얽매어있던 국민을 해방시켜 지방행정에 적극적으로 참여시키려는 것이다. 양자가 다 절대주의라는 구체제를 전환하려는 자유주의 이념의 소산인 것이다.
이러한 슈타인의 개혁의 궁극적인 목표는 입헌 왕정 수립이었다. 중앙의 행정은 근대체제로 바꾸며 지방자치로 국민의 참정의식을 전국가로 확대시켜 입헌왕정을 수립하려는 것이었던 것이다. 그러나 입헌주의 국가 체제는 프랑스 혁명의 악몽을 떠올리게 했고, 결국 기득권층의 반발로 이 개혁은 무산되게 되었다.

## 농업 개혁
1807년 10월 9일 슈타인은 『토지재산의 보유 간이화 및 농촌주민의 인격관계에 대한 칙령』을 발표한다. 슈타인의 농업개혁안이다. 슈타인의 개혁안을 살펴보기 전에 먼저 당시 프로이센의 토지 제도부터 알아보자.
슈타인 의 농업개혁 대상이 된 토지 제도의 핵심은 15∼16세기에 걸쳐 형성된 대농장(Gutsherrschaft)이다. 12∼13세기에 걸쳐 서유럽의 장원제와 영주는 몰락의 길을 걷는 데 반해 동유럽의 Gutsherrschaft는 농노제를 기반으로 하여 오히려 강화되었다. 이 Gutsherrschaft는 단순한 장원제가 아니다. 그것은 상업 경영을 위한 대농장이다. 그래서 독일의 융커 계급은 상당한 정치적 발언권을 가질 수 있었던 것이다.
15∼16 세기 당시 국가재정을 확립할 필요가 있던 영방군주들은 몰락의 길을 걷는 한자도시를 선택하느냐, 아니면 경제력이 튼튼하고 점점 확장 일로의 길을 걷는 토지귀족이냐에서 어쩔 수 없이 후자를 선택할 수밖에 없었고,  융커들은 더욱 강력한 존재가 되어 갔다. 특히 이 지역의 선제후들이 신교를 채용하자 융커들은 가톨릭 교회령을 수탈하여 자신들의 세력을 더욱 확장할 수가 있었다. 당시 농민의 지위는 대부분 예농으로 서유럽에선 그 무려 사라져가던 재판 농노제가 프로이센에서는 오히려 강화되어 철저한 종속관계가 수립되었다. 슈타인은 이 점에 대해 확고한 도덕적 신념으로 그의 개혁을 추진하게 된다.
슈타인은 개혁의 목적을 농민에게 완전한 토지소유권을 주고, 부역을 폐지하여 인격적 자유를 확보하는 데 두었다(그래서 칙령에도 “인격”이란 말이 들어가 있다). 슈타인의 이러한 구상은 단순한 도덕적인 것만은 아니다. 1781년 폴란드 시찰을 통해 그는 중산층이야말로 국가 존립의 기초임을 인식하고 농민층을 중산층(부르죠와)으로 육성하려 한 것이다. 개혁의 구체적 내용은 다음과 같다.
앞서 언급한 10월칙령의 핵심부분은 예농제 폐지를 규정한 부분으로 왕령지에서 봉건적 예농관계가 단계적으로 폐지되기에 이르렀다. 그러나, 주목해야할 점이 있다. 이런 개혁입법은 예나 패전후 예농을 유지하기가 힘들었던 융커들의 강력한 요구가 있었다는점이다. 이미 개혁 이전에도 부역 폐지는 이루어지고 있었으며 패전이라는 국가 존립의 위기에서 농민 소요가 끊임없이 일어나고 있었다. 따라서 이 법안은 융커 계급이 자신들이 허용 가능한 범위 내에서 자유주의 이념을 수용한 것으로 결국 융커 계급의 자의에 의한 범위내에서 이루어진 제한적인 것이었다.
예농제의 폐지는 영주재판권·경찰권·농민의 자식을 영주의 노비로 삼는 노비봉사제의 폐지라는 좋은 점을 가져왔으나 반면에 영주에 의한 농민 보호라는 측면이 폐지되는 부작용을 가져왔다. 즉, 부역이 금납화되는 대신에 영주의 농민 보호 의무가 폐지된 것이다. 따라서 자작농이 창출되기는 했지만 그럴 자격이 없는 농민은 토지를 빼앗기게 되어 역으로 농민추방이라는 현상이 나타났다.
또한 비록 10월 칙령이 세습 예민제를 폐지하여 신분장벽을 제거하고 농민의 인격적 자유를 보증하는 방법 등으로 법적으로는 토지취득의 자유를 주고 있으나, 이것이 곧 농민이 종래 보유지에 대해 소유권을 얻은 것은 아니었다. 기존 보유지의 자유소유지로의 전환대상(1811년에 발표된 『조정령』에 따름)은 일부 상층 농민에게 한정되었고 그나마 취득을 위해선 지주에게 보유지의 1/3 내지 1/2를 할양할 것을 규정함으로써 안정된 자유농민의 창출은 힘들게 되었다. 오히려 이러한 농업개혁은 오히려 융커의 직영지를 늘리고 농업 노동자를 고용하여 직접 경영하는 융커경영이 확대되었다.
이러한 융커 직영 경영 체제로 전환은 농업을 자본주의화하는 데는 성공했으나, 그것은 지주에 의한 농민보유지 수탈,  공동지 이용권 배제 등 비조정대상 농민의 임금노동자로 전환을 강요하고, 농민들의 생존권과 향상욕을 희생하여 강행되었기에 강제력을 수반한 것이었다.
1811년 실레지엔 농민 봉기는 반봉건투쟁이면서 이러한 프로이센 개혁에 대항하는 국면을 띠고 있었다. 개혁 이행기 중에는 프로이센 부역체제는 그대로 존재하고 있었다. 슈타인이 폐지를 주장한 영주재판권은 1849년까지, 경찰권은 1872년까지 잔존하였으며 1810년 노비규제령으로 농업노동자는 경찰권을 장악한 융커에게 다시 얽매였다. 융커 계급의 편의에 의해 수행된 슈타인의 농업개혁은 한계를 가질 수밖에 없었고, 그의 이념대로 성공했다고 말할 수는 없을 것이다.

## 대학 개혁
당대 언어학자 훔볼트가 프리드리히 빌헬름 3세에게 이런 말을 한 적이 있다. “우리나라는 물질 면에서 잃어버린 것을 지식의 힘을 통해 보상해야 한다."
1810년 9월 29일 베를린 대학이 설립된 것은 훔볼트가 한 말의 정책적 구현이랄 수 있다. 앞서 든 4가지 개혁과 마찬가지로 대학개혁도 새로운 근대국가 수립을 목적으로 하는 것이었다. 독일 대학 개혁의 목표는 다음 3가지로 요약할 수 있다.
1. 근대적 국민국가형성을 위한 국민대학의 성립
2. 대학의 자유와 절대왕정의 간섭사의 갈등·긴장관계조화
3. 계몽주의 대학관이었던 천박한 직업교육의 개혁

각각의 내용은 다음과 같다.

### 근대적 국민국가형성을 위한 국민대학의 성립
베를린 대학의 건학 이념을 밝힌 사람은 모두 3명이다. 요한 고틀리브 피히테(Johann Gottlieb Fichte), 프리드리히 다니엘 에른스트 슐라이어마흐(Friedrich Daniel Ernst Schleiermache), 그리고 훔볼트이다. 이들이 국민대학 창립을 주장할 수 있게 된 배경은 당시 독일 사회의 구조적 변화였다. 프랑스군의 점령은 독일사회가 그 억압에 대해 저항하는 사회적 통일을 이루게 했으며, 그간 추진해 온 일련의 개혁 역시 그러한 분위기를 고조시켰다. 프로이센의 개혁은 새로운 학술 교류와 정신 영역의 확장을 가져왔으며, 이러한 분위기 속에서 그들은 국민대학 설립을 주장하였다. 이는 기존의 종파적 영방 단위가 아닌 포괄적인 국민이라는 개념이다.
피히테는 통일을 이루기 전 교육의 일원화를 주장하여 분열된 독일의 통일의 구심점으로 배를린대학을 수립하려 했고, 슐라이어마흐도 국민국가 수립 이전에 학문적 공동체 형성의 필요성을 주장하였다. 대학개혁의 실질적인 추진자인 훔볼트는 그의 『베를린 고등 학문 시설의 내적 및 외부조직에 관하여』라는 대학론에서 대학개혁의 근본이 국민적 공동체 형성에 있음을 주장하였다.
이들의 주장을 요약해보면 결국 대학개혁의 근본적인 목적은 전 독일의 학문적·정신적 공동체 형성을 위한 국민대학의 수립이라고 할 수 있다.

### 절대왕정의 낡은 대학정책의 개혁
절대왕정의 대학정책은 철저한 통제였다. 그러나 대학은 중세 이래로 대학의 자유와 독립을 위한 투쟁을 벌여왔다. 따라서 '대학의 자유와 국가의 간섭이라는 서로 대립되는 긴장관계를 어떻게 해결할 것인가'라는 문제가 제기되었다. 여기에 관해선 훔볼트·피히테·슐라이어마흐가 약간씩 의견이 다르다.
피히테는 틸지트 굴욕 이후와 이전이 다른데, 굴욕 이전에는 완전한 대학의 자유를 요구하였다. 그러나 틸지트 굴욕 이후 대학의 자유라는 그의 관념은 프로이센 국가 존망의 위기에서 민족해방이란 대의 명분하에 사라지고 만다. 대학에 대한 국가의 간섭과 통제를 요구한다.
슐라이어마흐는 피히테와는 정반대이다. 그는 일관되게 대학의 자유와 독립을 주장하였다. 학생 생활에 대한 국가의 간섭도 그는 배제하였다.
훔볼트의 생각은 이들 두 명과 다르다. 그에게 있어 대학의 자유와 국가의 간섭은 상호대립적인 것이 아니라 상호보완적인 것이었다. 국가는 간섭을 해서는 안되지만 지원은 할 수 있다는 것이 그의 생각이다. 예를 들어 교수충원이나 시설 지원이 해당되겠다. 이러한 훔볼트의 대학 이념을 헬무트 쉘스키(Helmut Schelsky)는 다음과 같이 설명한다. “훔볼트의 대학개혁이란 베를린 대학 창설이 주목표가 아니다. 근대 국가가 지향해야 될 문화국가를 실현한다는 데에 그 목표가 있다.”

### 근대적 학문관의 성격과 천박한 직업교육의 개혁
훔볼트는 중세의 단순한 학습기관이 아닌 ‘연구대학(Forschung-Universitaet)’이라는 개념을 확립하였다. 즉 대학에서 이루어지는 학문연구는 새로운 학문의 창조를 의미하는 것이며 이는 교수의 창조적인 교육활동과 학생의 창조적 활동을 강조하는 것이었다.
이러한 학문관은 필연적으로 계몽주의 직업교육에 메스를 대게 하였다. 계몽주의적 교육관에서 파생된 학문관은 대학교육을 단순한 직업교육으로 전락시켰다. 훔볼트는 이에 반발하였다. 훔볼트는 대학의 건학이념을 ‘일반적 인간교양’, 즉 ‘학문에 의한 교양‘이념을 밝혔으며 실용주의와 사회요구로부터 순수학문을 옹호하는 철학을 구심점으로 하는 대학을 설립하게 되었다.

## 재정 개혁

### 프로이센의 조세와 상공업의 시작
구 프로이센의 재정은 30년 전쟁과 스웨덴·폴란드와 전쟁으로 파산지경이었다. 구 프로이센의 조세제도와 상공업은 이로 인해 시작되었다. 먼저 ‘군세’라고 불리는 지조(地助)와 도시의 소비세를 징수하였으며 루이 14세가 낭트 칙령을 폐지하던 해에 포츠담 칙령으로 주로 상공업자인 위그노들을 받아들여 브란덴부르크에서 본격적인 상공업을 시작한다. 프리드리히대왕은 특히 공업 육성에 힘썼으나, 아직 변혁주체로서 부르죠와 계급은 성립되지 못하였다.

### 프로이센재정과 공업
프로이센의 재정정책의 특징은, 인민의 존재는 안중에도 없는 국가수입의 증대와 사경제와 국가경제가 미분리된 상태였다는 것을 들 수 있다. 계속 늘어만 가는 상비군의 유지비에 비해 왕령지 수입은 고정되어 있는 까닭에 지세 수입을 늘리기 위한 갖가지 노력이 있었다.
직접세의 경우 귀족은 면세특권을 가지고 있으므로, 부담은 결국 농민에게 돌아갔으며 간접세의 경우에는 귀족들의 저항이 약하고 생산자로선 세금부담을 소비자에게 전가할 수 있어서 별 무리가 없어 간접세로서 소비세 비율이 증가하였다.
공업의 경우, 국왕은 보호관세정책을 추진하고 소금 · 담배 · 커피 등의 각종 전매 제도를 통하여 국가재정을 극대화하였다. 그러나 이런 조치들은 국민의 노동의욕을 마비시켰으며 과도한 중세는 국민의 원한의 대상이었다. 무엇보다 개혁이 요구되는 분야는 바로 이 재정정책이었다.

### 개혁
1807년에 대신으로 취임한 슈타인에게 사실상 가장 급박한 문제는 대 프랑스 배상금을 포함한 재정문제였다. 슈타인은 이러한 재정 문제 해결을 위해 소득세(Einkommensteur)를 도입하였다. 소득세 제도는 누진세율을 채택하고 불로소득과가동소득사이에 격차를 둔 근대적 성격을 띠는 것이었다.
봉건적 영업제도의 개혁은 1810년 11월 29일에 공포된 『일반 영업세에 관한 칙령(Gewerbesteueredikt)』로 시작되었다. 이 칙령의 내용은 영업의 자유를 전면허용하여 왕국의 전토에서 도시건 농촌이건 영업을 할 수가 있으며 관청의 보호를 받을 수 있는 영업감찰(Gewerbeschein)을 수여한다는 것이다. 이로써 과거의 준프트(영어로  ‘길드’)하에선 장인이 될 수 없던 직인들에게 새로운 길이 열렸음만을 의미하는 것은 아니었다. 이를 통해 자유경쟁체제의 도입으로 일반 복지의 증대를 도모할 것으로 기대하였던 것이다. 그러나 실제로 그런 면이 없지는 않았으나 시행상으론 직인들을 장인으로 성장시키지 못했다.
하르덴베르크는 1811년 9월 7일 '영업경찰에 관한 칙령(Gesetzueber die polizeilicherVerhaeltnisse der Gewerke)'로 슈타인의 개혁을 더욱 발전시켰다. 여기에선 동업조합의 해산 및 영업 감찰을 받은 자의 가입 강제 의무를 소멸함으로써 아담 스미스의 경제자유주의가 프로이센에서 가장 먼저 실현되었다. 이같은 자유주의 입법은 자본주의 공업의 발전을 가능케하는 것으로 실제로 공업이 활성화되어 베를린 등에서 인구 증가가 확인되었다.
그러나 산업 구조의 근본적인 변화는 19세기초 프로이센의 경우 아직 이루어지지 했다. 구 동업조합과 농촌영주(융커)들의 저항이 드센 까닭이었다. 이와 같은 그들의 저항은 1811년 9월 7일에 발표된 '국가재정과 과세제도에 관한 칙령(dasfenerweite Edikt ueber die Finanzen des Staats und des Abgabensystem)'으로 표면화되었다. 여기에서 구세력은 개혁입법을 지지하면서도 “그러나 우리는 이 목적을 폭력적 파괴에 의해 보상 없이 시행하고 싶지는 않다.”라고 분명히 못박음으로써 결국 지조시행은 연기되고 소비세의 농촌 도입방침도 철회되었다. 결국 슈타인과 하르덴베르크의 개혁은 타협적인 성격으로 변질되지 않을 수가 없었다.

## 참고 문헌
- 독일사의 제국면"(느티나무사 출간,1991년,서울)[쪽 번호 필요]